# Орјахово
Орјахово (старински Рахово, буг. Оряхово) град је у Републици Бугарској, у северном делу земље, седиште истоимене општине Орјахово у оквиру Врачанске области.

## Географија
Положај: Орјахово се налази у северном делу Бугарске, н самој граници са Румунијом (граница је река Дунав). Од престонице Софије град је удаљен 180 km северно, а од обласног средишта, (Враце град је удаљен 70 km северно.
Рељеф: Област Орјахова се налази у југозападном делу Влашке низије. Град се налази у брежуљкастом подручју изнад Дунава. Делови града су на знатној разлици у надморској висини — док је доњи део града са пристаништем на обали Дунава (40 м н.в.), главнина града је брду изнад обале, на 150-180 м .н.в.
Клима: Клима у Орјахову је конитнентална.
Воде: Орјахово се налази на десној (бугарској) обали Дунава, који је овде граница ка суседној Румунији.

## Историја
Област Орјахова је првобитно било насељено Трачанима, а после њих овом облашћу владају стари Рим и Византија. Јужни Словени ово подручје насељавају у 7. веку. Од 9. века до 1373. године област је била у саставу средњовековне Бугарске. 1396. године овде се десила велика битка између Турака и Хришћанских снага.
Крајем 14. века област Орјахова је пала под власт Османлија, који владају облашћу 5 векова.
У 19. веку Орјахово је било једно од средишта бугарског народног препорода. 1878. године град је постао део савремене бугарске државе. Насеље постоје убрзо средиште окупљања за села у околини, са више јавних установа и трговиштем. Насеље добија градска права 1970. г.

## Становништво
По проценама из 2010. године. Орјахово је имао око 5.800 ст. Огромна већина градског становништва су етнички Бугари. Остатак су махом Роми. Последњих деценија град губи становништво због удаљености од главних токова развоја у земљи.
Претежан вероисповест месног становништва је православна.

## Галерија
- Градска православна црква
- Дунав код Орјахова
- Пристаниште у Орјахову
- Орјахово — новоградња